# Fréville-du-Gâtinais
 Fréville-du-Gâtinais  es una población y comuna francesa, situada en la región de Centro, departamento de Loiret, en el distrito de Montargis y cantón de Bellegarde.

## Demografía
| 172 | 158 | 134 | 132 | 165 | 170 |
| Para los censos de 1962 a 1999 la población legal corresponde a la población sin duplicidades (Fuente: INSEE [Consultar]) |     |     |     |     |     |